# Clément Vincent
Pour l’article homonyme, voir Vincent.
Clément Vincent (né le 18 mai 1931 et mort le 4 avril 2018) est un agriculteur et homme politique fédéral, provincial et municipal du Québec.

## Biographie
Né à Sainte-Perpétue dans la région du Centre-du-Québec, Clément Vincent sert dans le Corps de cadets de l'Armée du Canada dans lequel il est décoré de la médaille du meilleur cadet à Rawdon en 1948. 
Il fait ses premiers pas en politique en devenant maire de la municipalité de Sainte-Perpétue de 1959 à 1961. Il devient ensuite député du Parti progressiste-conservateur du Canada dans la circonscription fédérale de Nicolet—Yamaska en 1962. Réélu en 1963 et en 1965, il démissionna en 1966 pour se présenter sur la scène provinciale. Il servit entre autres comme porte-parole adjoint en matière d'agriculture de 1964 à 1966 et comme whip adjoint des progressistes-conservateurs de 1965 à 1966.
Élu député de l'Union nationale dans la circonscription provinciale de Nicolet en 1966, il servit comme ministre de l'Agriculture et de la Colonisation de 1966 à 1970 dans les cabinets de Daniel Johnson (père) et de Jean-Jacques Bertrand. Réélu en 1970, il fut défait dans Nicolet-Yamaska en 1973.
Clément Vincent est mort le 4 avril 2018 à Drummondville à l'âge de 86 ans,.

## Distinctions
- Commandeur d'office de l'Ordre national du mérite agricole (1966)